# خط الميل الأكبر

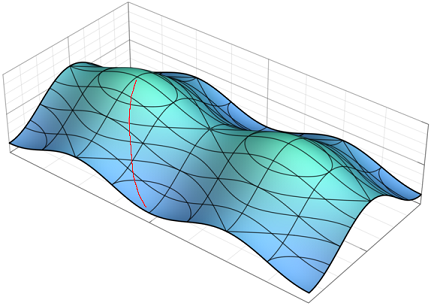

في الطوبوغرافيا، يكون خط الميل الأكبر هو المنحنى الذي يتبع الميل الأكبر. ودائمًا ما يكون متعامدًا على الخطوط الكنتورية. ورياضيًا، يتم تحديده بواسطة تدرج الارتفاع، الذي يتم اتخاذه كحقل محتمل، وبالتالي، فإن خطوط الميل الأكبر تكون مقابلة لـ خطوط القوة.
إذا تم تنحية قوة القصور الذاتي وخشونة التضاريس جانبًا، ستتبع عملية تدحرج كرة أسفل المنحنى أو مياه تتدفق إلى أسفل خط الميل الأكبر.